# Generalstab
Als Generalstab wird in der deutschen Militärgeschichte häufig die Gesamtheit aller speziell ausgebildeten Generalstabsoffiziere bezeichnet, die der obersten militärischen Führung zuarbeiten. Andererseits wird damit auch eine bestimmte Dienststelle bezeichnet, die höchste militärische Kommandobehörde vieler Streitkräfte. Ihr Leiter ist der Generalstabschef. Der Generalstab ist heute in den meisten Ländern dem Verteidigungsministerium nachgeordnet. Die entsprechende Kommandobehörde von Seestreitkräften ist in vielen Staaten der Admiralstab bzw. die Admiralität.

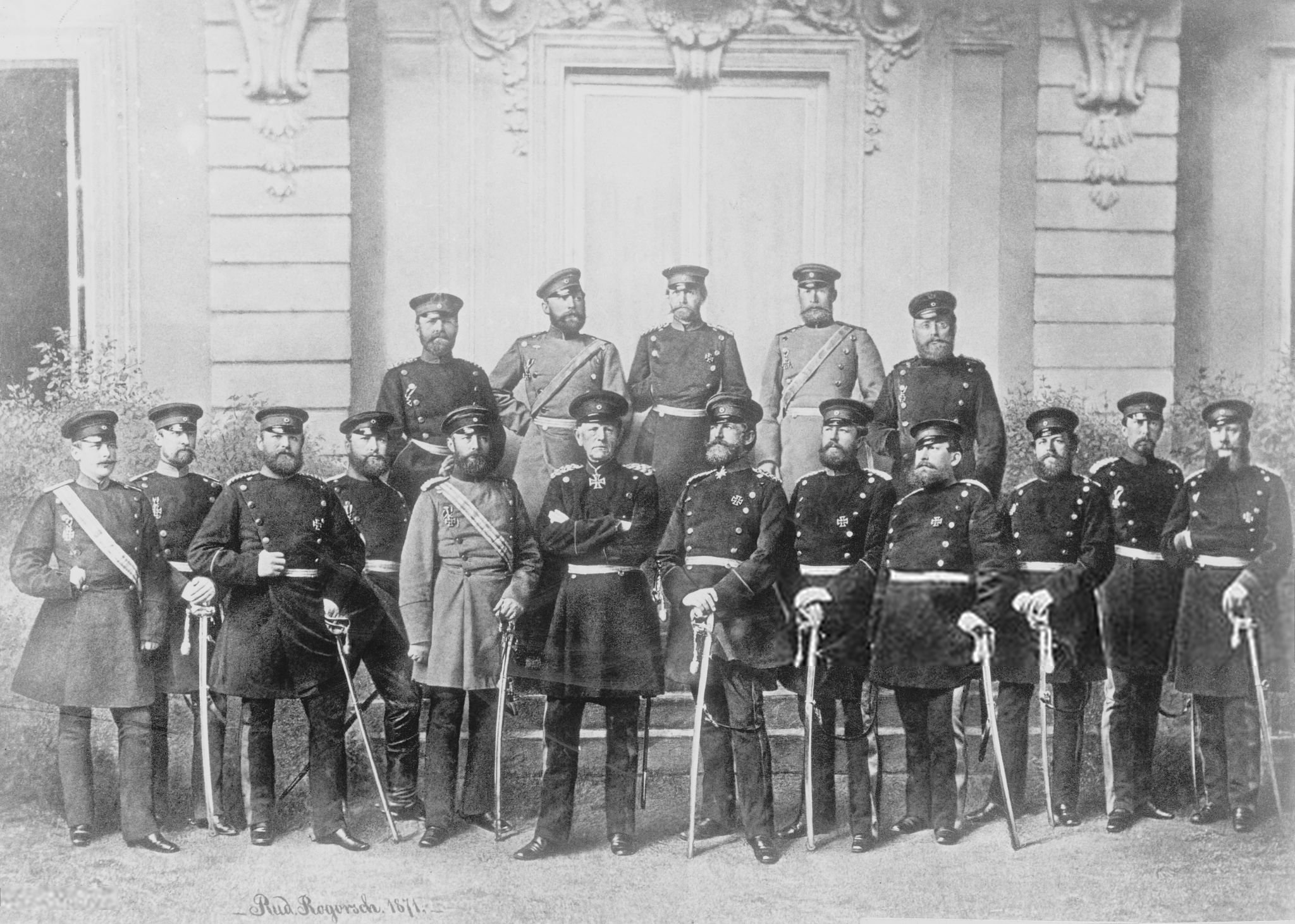
Der Große Generalstab der Königlich Preußischen Armee 1870/71

## Aufgaben
Der Generalstab setzt die Aufträge der politischen Führung in militärische Maßnahmen um. Zu den Aufgaben eines Generalstabs können gehören:
- Personalplanung
- militärische Spionage
- Einsatzplanung
- Einsatzführung
- Mobilmachungs- und Aufmarschplanung
- Logistik
- Ausbildung
- Streitkräfteplanung

## Vorgeschichte
Anstoß für die Entwicklung von Generalstäben war das verstärkte Aufkommen Stehender Heere in der zweiten Hälfte des 17. Jahrhunderts. Die Heere waren bereits im Dreißigjährigen Krieg so stark geworden, die Kriegsschauplätze so ausgedehnt, dass es für den Souverän schwierig wurde, allein zu befehligen. In Preußen, in England unter Richard Cromwell, in Österreich und anderen süddeutschen Staaten wurden zu dieser Zeit Frühformen von Generalstäben eingerichtet.
Das Bild wandelte sich endgültig, als mit der Französischen Revolution der Krieg der Fürsten und Könige zum Volkskrieg wurde und Massenheere an verschiedenen, oft weit auseinander gelegenen Schauplätzen kämpften. Damit war es unmöglich geworden, dass ein Feldherr allein befehligte und jetzt war ein Feldzug, bei dem Millionen Soldaten zu mobilisieren waren, nicht mehr aus dem Augenblick heraus zu organisieren.

## Entstehung und Bedeutung des Generalstabs in Deutschland

### Preußen
Der Große Kurfürst organisierte seinen Generalquartiermeisterstab Ende des 17. Jahrhunderts nach dem Muster der schwedischen Armee. Die Aufgabe des Stabes war es, den Ingenieursdienst der Armee zu betreuen, die Marschrouten zu überwachen und Lager und befestigte Stellungen auszuwählen.
In Preußen kam mit Blick auf die Erfolge Friedrichs des Großen eine entsprechende Entwicklung der Heeresorganisation nur langsam voran. So entwickelten sich Vorläufer des Generalstabs im 18. Jahrhundert und wurden 1803 durch Christian von Massenbach und Levin von Geusau konkret. Vor allem Massenbach setzte sich für ein militärisches Organ ein, das nicht mehr nur Hilfsaufgaben löste. In diesem Zug bildete sich aus der lockeren Schar von Adjutanten und Ingenieuroffizieren, die seit 1787 als Generalquartiermeisterstab firmierte, wenigstens auf dem Papier eine bürokratische Organisation, zuständig für Landesaufnahme, Militärwissenschaften und Operationsplanung. Ausschlaggebend dürften auch die Erfolge Napoleons gewesen sein, der in Frankreich bereits auf einen Stab von Fachleuten zurückgriff, den man einen Generalstab im Sinne der Neuzeit nennen konnte. 
In Preußen kam der Gedanke aber erst nach der Niederlage gegen Frankreich im Rahmen der Preußischen Heeresreform nach 1806 zum Durchbruch. Gerhard von Scharnhorst entwarf als Vertreter einer Gruppe junger, reformorientierter Offiziere weitreichende Pläne. Dazu gehörte die Auflösung des alten Quartiermeisterstabs und die Schaffung eines Kriegsministeriums und 1808 eines Generalstabs als Organ des Ministeriums. Als Eingangsschule dazu gründete Scharnhorst die Preußische Kriegsakademie. Über die Generalstabsoffiziere bei den ebenfalls neu formierten Truppenbrigaden verfügte der Generalstab über Kommunikationskanäle in das Heer hinein.
Wenige Jahre nach seiner Gründung, in den Befreiungskriegen 1813–1815, trat der preußische Generalstab erstmals in Aktion. Dessen Chef Scharnhorst hatte den Operationsplan für die preußische Armee entworfen, nach seinem Tod führte August Neidhardt von Gneisenau sein Werk fort. Paris wurde 1814 nach Gneisenaus Plan genommen.
Nach den Befreiungskriegen wurden der Generalstab weiter entwickelt. Dazu gehörte die Erforschung der Kriegsgeschichte, die Planung möglicher Kriege entsprechend der politischen Lage, die Verbesserung von Landkarten, die Untersuchung von Verwaltungs- und Nachschubfragen und die Überwachung des Ausbaus des Straßennetzes nach militärischen Gesichtspunkten. Der Generalstab erhielt die Aufgabe, alle Personalfragen des Heeres zu bearbeiten und eine Mobilmachung vorzubereiten. Jeder Infanterie-Division wurde ein Generalstäbler als Verbindungsoffizier zugeteilt und die Auftragstaktik mit selbstständig entscheidenden Offizieren weiterentwickelt. Viele Staaten sandten Offiziere nach Berlin, damit sie die Arbeit des Großen Generalstabes studierten, oder baten um Entsendung preußischer Generalstäbler als Instrukteure.
Der preußische Erfolg in der Schlacht bei Königgrätz 1866 wird auch auf die Arbeit des Generalstabs unter Helmuth von Moltke zurückgeführt, auf deren Grundlage drei preußische Armeen getrennt in Böhmen einrückten und präzise erst auf dem Schlachtfeld zusammentrafen, um das gegnerische Heer zu schlagen.
Unter Moltke wurde ebenfalls 1866 mit der Einrichtung des Nachrichtenbüros im preußischen Generalstab die Grundlage für einen modernen Militärnachrichtendienst gelegt. Zuvor hatten solche Abteilungen lediglich für die Dauer von Kriegen oder Feldzügen bestanden und sich die Militärspionage ansonsten meist auf die weniger organisierten Werkzeugen der Militärattachés und Offiziers-Erkundungsreisen beschränkt. Das Nachrichten-Bureau blieb aber dauerhaft bestehen. 1889 erfolgte die Umbenennung in Abteilung III b.

#### Generalstabschefs
Seit der Einführung der dienstlichen Bezeichnung:
- Generalleutnant Friedrich Carl Ferdinand Freiherr von Müffling – 11. Januar 1821 bis 21. Januar 1829
- General der Infanterie Johann Wilhelm von Krauseneck – 29. November 1829 bis 13. Mai 1848
- General der Kavallerie Karl Friedrich Wilhelm von Reyher – 13. Mai 1848 bis 7. Oktober 1857
- Generalfeldmarschall Helmuth Graf von Moltke – 29. Oktober 1857 bis 10. August 1888

### Deutsches Reich

#### Deutsches Kaiserreich

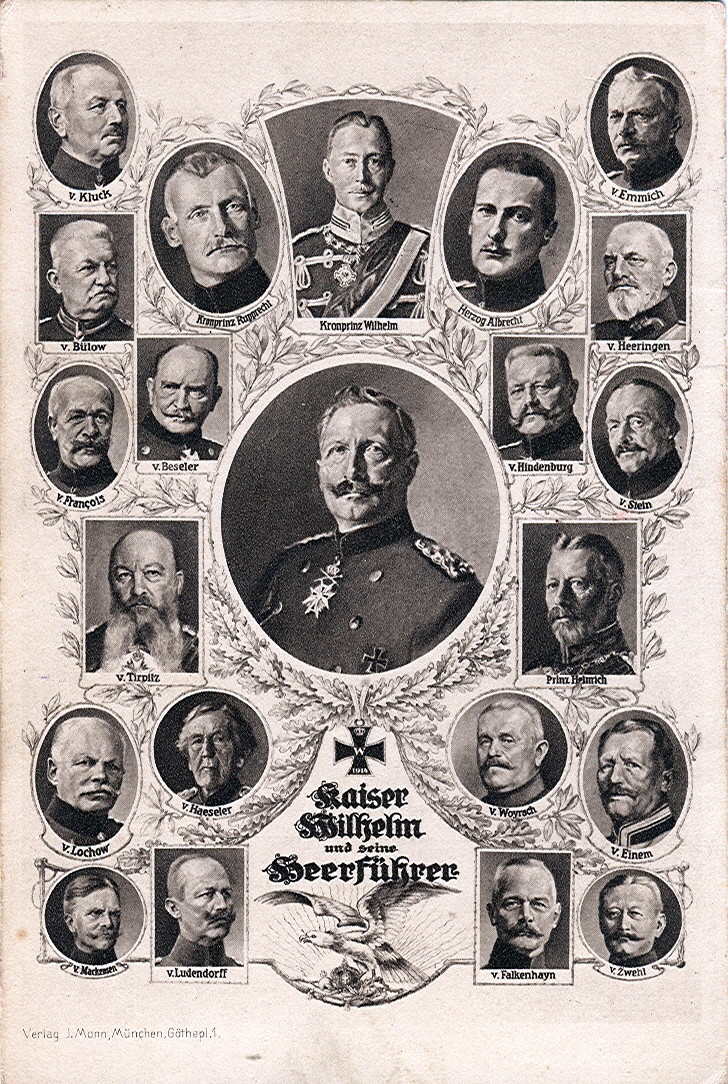
Kaiser Wilhelm (Mitte) und seine Heerführer (Postkarte von 1915):
Kluck, Emmich (Ecken oben links und rechts);
Bülow, Kronprinz Rupprecht, Kronprinz Wilhelm, Herzog Albrecht, Heeringen (1. Reihe);
François, Beseler, Hindenburg, Stein (2. Reihe);
Tirpitz, Prinz Heinrich (3. Reihe);
Lochow, Haeseler, Woyrsch, Einem (4. Reihe);
Mackensen, Ludendorff, Falkenhayn, Zwehl (5. Reihe)

Der preußische „Generalstab der Armee“ führte mit zukommandierten Generalstabsoffizieren aus Sachsen, Württemberg und Bayern im „Großen Generalstab“ die militärische Planung im Reich durch. Diese war allerdings im Wesentlichen beschränkt auf die konkrete Aufmarschplanung für den Fall eines Krieges, die Planung des jährlichen Kaisermanövers sowie die Beobachtung ausländischen Militärs. Zugleich blieben die Kompetenzen des Generalstabs insbesondere in Friedenszeiten begrenzt, wodurch er auch die praktische Vorbereitung eines Krieges nur begrenzt betreiben konnte. So bestanden keine Weisungsbefugnisse gegen andere Teile der Militärverwaltung, keine Rechte zur Inspektion von Truppenteile und keine Gestaltungsmöglichkeiten für die Personalstärke, Ausrüstung und Ausbildung (mit Ausnahme der Kriegsakademie) der Truppe sowie zur Besetzung von Offiziersstellen.
Der Generalstab wurde unterteilt in den zentralen, den „Großen Generalstab“ in Berlin und in die Truppengeneralstäbe bei den Korps-Kommandos bzw. Generalkommandos und die Generalstabsoffiziere bei den Divisionen. Der Chef des Großen Generalstabes nannte sich „Chef des Generalstabes“ und war gleichzeitig Fachvorgesetzter aller Generalstabsoffiziere. Schon in Preußen hatte der Generalstab seit Moltke eine besondere, auch politische Bedeutung.
Nach der Reichseinigung baute Moltke den Einfluss der Generalstabs und seines Chefs aus und machte die Organisation zunehmend unabhängiger vom Kriegsministerium. 1872 erreichte er die Unterstellung der Kriegsakademie unter den Chef des Generalstabs. 1881 wurde die neue Position des Generalquartiermeisters geschaffen. Dieser diente als Stellvertreter des Chefs des Generalstabs. Erster Amtsträger war Alfred Graf von Waldersee. 1883 erhielt der Chef des Generalstabs zusammen mit den Kommandierenden Generalen und den Oberbefehlshabern Immediatrecht beim Kaiser als „Oberster Kriegsherr“ (Deutsches Reich) und „Chef der Armee“ (Preußen) und damit faktisch die Möglichkeit hatte, militärische Entscheidungen vorbei an Kanzler und Reichstag zu treffen. Das gilt als eine der Keimzellen der Katastrophe des Ersten Weltkrieges, da die militärische Planung damit nicht zwangsläufig einer politischen Kontrolle unterworfen war (siehe hierzu auch: Primat der Politik). De facto setzten sich Reichskanzler und Minister in Konflikten mit den Generalstabschefs aber meist durch. Allerdings etablierten letztere in der Militärführung eine Kultur der strategischen Offensive und des Präventivkriegs, die sich durch den personellen Austausch über die Truppengeneralstäbe in das gesamte Heer hinein ausweitete. So entwickelte sich der Schlieffenplan zum einzigen Kriegsplan und geradezu zum Dogma, ohne dass maßgebliche Politiker des Reiches auch nur eingeweiht waren. Auch die Führung der Kaiserlichen Marine kannte diese Heeresplanung nicht.

##### Innere Gliederung
Der „Große Generalstab“ gliederte sich in mehrere Abteilungen. Die genaue Anzahl veränderte sich mehrfach. So existierten im Jahr 1900 16 Abteilungen sowie die Abteilung III b als militärischer Nachrichtendienst. Im Wesentlichen waren die Zuständigkeiten wie folgt verteilt:
- 1. Abteilung für Russland
- 2. Abteilung als „deutsche“ Abteilung, auch Aufmarschabteilung genannt. Sie bestand aus zwei Sektionen.
  - Die 1. Sektion hatte alle das deutsche Heer betreffenden Fragen zu bearbeiten, soweit sie seine kriegsmäßige Entwicklung in Friedenszeiten betrafen. Dazu gehört seine Ausbildung, Bewaffnung, Ausrüstung und Organisation. Ebenso erstreckte sich ihr Arbeitsgebiet auf den Grenzschutz und den Aufmarsch des Heeres im Mobilmachungsfall.
  - 2. Sektion bearbeitete alle Fragen, die sich auf die Verteidigungsfähigkeit und Armierung deutscher Festungen bezogen. Später, ab ca. 1908 kam noch die technische Sektion dazu. Sie hatte sich mit der immer wichtiger werdenden Militärtechnik zu befassen.
- Eisenbahnabteilung
- 3. Abteilung befasste sich mit Frankreich und England
- 4. mit den Festungen dieser Staaten
- 5. mit Italien und Österreich-Ungarn
- 6. war die Manöverabteilung zur Planung der Kaisermanöver
- Abteilung Z, Zentralabteilung, unmittelbar dem Chef des Generalstabs unterstellt

Weitere Abteilungen hatten die Politik und das Militär der anderen Staaten der Erde aus der Presse, Diplomatie sowie Militär- und Agentenberichten zu beobachten sowie auszuwerten.
Weitere Abteilungen zur Unterstützung waren die
- Kriegsgeschichtliche Abteilung
- Abteilung Korps- und Generalstabsreisen
- Preußische Landesaufnahme

Diese hatte das Land trigonometrisch und topographisch zu vermessen, Karten anzufertigen und auf dem neuesten Stand zu halten. Ebenso hatte sie Karten vom Ausland zu sammeln und zu vervielfältigen.
Die Verantwortung lag im Großen Generalstab außer beim Chef des Generalstabes selbst, bei dem alle Arbeiten zusammenliefen, bei einem Oberquartiermeister (OQ I). Dieser war Vorgesetzter aller Abteilungsleiter. Nach dem Rücktritt Moltkes 1888 und dem Aufrücken Waldersees war die Stelle des Generalquartiermeisters zunächst nicht neu besetzt worden. Stattdessen wurden 1889 drei Oberquartiermeister und 1894 ein vierter berufen. Diese beaufsichtigten jeweils mehrere Abteilungen und stellten damit die oberste Funktionsträgerschicht unterhalb des Chefs und des Generalquartiermeisters dar. Die Alltagsarbeit des Generalstabs bestand neben der fortwährenden Überarbeitung von Plänen für den Kriegsaufmarsch und die Kaisermanöver im Wesentlichen aus dem Sammeln von Informationen und dem Verfassen von Denkschriften, die dem Chef zugeleitet und von diesem an Politik und Verwaltung des Reiches weitergegeben wurden.
Personell wuchs der Große Generalstab von 125 Offizieren im Jahr 1871 auf 246 im Jahr 1888 und 386 unmittelbar vor Beginn des Ersten Weltkriegs an. Zusammen mit den Vertretern bei den Korps und Divisionen gab es im Frühjahr 1914 rund 620 Generalstabsoffiziere. Unter ihnen war der Anteil Bürgerlicher besonders hoch 40 Prozent im Jahr 1888 und 62 Prozent im Jahr 1914. Dies deutet auf eine weitgehend gelungene Umsetzung des Prinzips einer Auswahl ausschließlich nach Befähigung hin. Die Rekrutierung erfolgte über Lehrgänge an der Kriegsakademie. Von den jährlich 400 bis 600 Bewerbern wurde nur rund ein Viertel angenommen. Es folgte ein mehrfach gestaffelter Auswahlprozess, so dass jährlich nur rund zehn Offiziere dauerhaft in den Generalstabsdienst aufgenommen wurden.

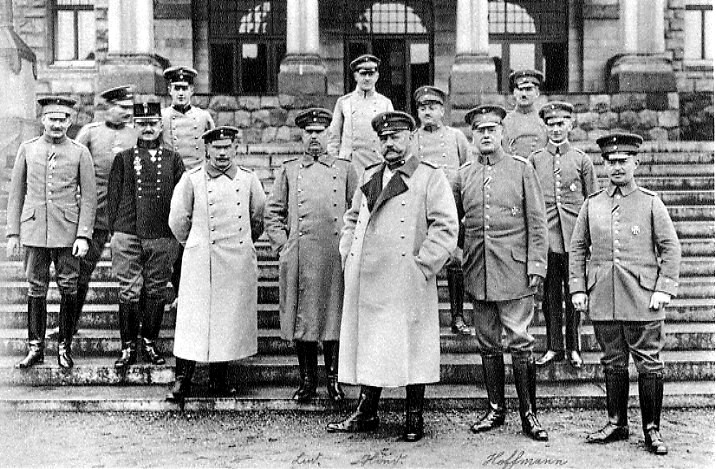
Der Stab der 8. Armee unter Hindenburg

Mit Beginn des Ersten Weltkrieges wurde aus den preußischen, sächsischen, württembergischen und bayerischen Generalstäben die Oberste Heeresleitung (OHL) gebildet, also ein vergrößerter und erweiterter Großer Generalstab. Die Leitung lag beim preußischen „Chef des Generalstabes der Armee“. Helmuth von Moltke d. J. (bis Mitte September 1914) und Erich von Falkenhayn waren die Chefs der Ersten bzw. Zweiten OHL. Mit der Ablösung Falkenhayns nach der wenig erfolgreichen Schlacht um Verdun wurde 1916 die Dritte OHL unter Paul von Hindenburg gebildet, dem als nahezu gleichberechtigter und militärisch maßgebender Helfer Erich Ludendorff zur Seite stand. Daher wurde für Ludendorff die Bezeichnung Erster Generalquartiermeister eingeführt. Nach der Entlassung Ludendorffs unmittelbar vor dem Waffenstillstand von Compiègne (1918) folgte ihm General Groener in diese Stellung.
Im Zuge der Mobilmachung wurde am 5. August 1914 ein Stellvertretender Generalstab der Armee gebildet, der nicht mit ins Große Hauptquartier verlegt wurde, sondern in Berlin verblieb und bis zum 31. Januar 1919 bestand. Ihm oblag im Wesentlichen die Koordinierung der 21 Stellvertretenden Generalkommandos des Heimatheeres.

##### Generalstabschefs
- Generalfeldmarschall Helmuth Graf von Moltke – 29. Oktober 1857 bis 10. August 1888; Moltke war der letzte preußische Generalstabschef und der erste Chef des Großen Generalstabes
- General der Kavallerie Alfred Graf von Waldersee – 10. August 1888 bis 7. Februar 1891
- General der Kavallerie Alfred Graf von Schlieffen – 7. Februar 1891 bis 1. Januar 1906
- Generaloberst Helmuth von Moltke d. J. – 1. Januar 1906 bis 14. September 1914
- General der Infanterie Erich von Falkenhayn – 14. September 1914 bis 29. August 1916
- Generalfeldmarschall Paul von Hindenburg – 29. August 1916 bis 3. Juli 1919
  - Erster Generalquartiermeister als ständiger Vertreter
    - General der Infanterie Erich Ludendorff – 29. August 1916 bis 26. Oktober 1918
    - Generalleutnant Wilhelm Groener – 30. Oktober 1918 bis 15. Juli 1919

#### Weimarer Republik
Die Reichswehr durfte nach den Bestimmungen des Vertrags von Versailles keinen Generalstab besitzen. Artikel 160 des Vertrags bestimmte: „Der deutsche Generalstab und alle ähnlichen Formationen werden aufgelöst und dürfen unter keiner Gestalt neu gebildet werden.“ Die Rolle des Generalstabs übernahm das zum 1. Oktober 1919 eingerichtete Truppenamt (eine Tarnbezeichnung) im Reichswehrministerium. 
Ehemalige Generalstabsoffiziere kamen darüber hinaus in den beiden neu geschaffenen Organisationen Heerespersonalamt und Heereswaffenamt im Reichswehrministerium unter sowie 
in den Teilen der kriegsgeschichtlichen Abteilung des Generalstabs, die ihre Arbeit im ebenfalls neu gegründeten Reichsarchiv fortsetzten.
Außer im Truppenamt gab es in den beiden Gruppenkommandos und in den zehn Divisionsstäben einen Generalstab. Die Generalstabs-Offiziere wurde jedoch nicht mehr als solche bezeichnet, sondern hießen „Führerstabsoffiziere“. Die Generalstabsausbildung firmierte unter der Bezeichnung „Führergehilfenausbildung“ und wurde dezentral in den Wehrkreisen durchgeführt.
Insgesamt gab es in der Zeit der Weimarer Republik etwa 250–300 Stellen für Generalstabsoffiziere, was sich bei der Aufrüstung der Wehrmacht ab 1933 als störend bemerkbar machte.

##### Innere Gliederung
Das Truppenamt setzte sich zunächst aus sieben, dann aus den fünf folgenden Abteilungen zusammen:
- Die Abteilung T 1, auch „Abteilung Landesverteidigung“ genannt, übernahm die Aufgaben der einstigen Aufmarsch- und Operationsabteilung.
- T 2 Organisation
- T 3, auch „Heeresstatistische Abteilung“, beschäftigte sich mit dem Studium fremder Heere
- T 4 Ausbildung
- T 7 Transportabteilung, zuständig für Eisenbahn- und Schiffstransport von Truppen

##### Chefs des Truppenamts
- Generalmajor Hans von Seeckt – 1. Oktober 1919 bis 26. März 1920
- Generalmajor Wilhelm Heye – 28. März 1920 bis Februar 1923
- Generalmajor Otto Hasse – Februar 1923 bis Oktober 1925
- Generalmajor Georg Wetzell – Oktober 1925 bis Dezember 1926
- Generalmajor Werner von Blomberg – Januar 1927 bis 30. September 1929
- Generalleutnant Kurt Freiherr von Hammerstein-Equord – 1. Oktober 1929 bis 31. Oktober 1930
- Generalmajor Wilhelm Adam – 31. Oktober 1930 bis 30. September 1933

#### Zeit des Nationalsozialismus

Handbuch für den Generalstabsdienst im Kriege (1939)

Obwohl es auch nationalsozialistische Ideen einer radikalen Neuorganisation des deutschen Militärs gab, bekannte sich Hitler bereits während seiner Machtübernahme 1933 ausdrücklich zu den bestehenden Strukturen.
Mit Wirkung vom 1. Juni 1935 wurde das Truppenamt in „Generalstab des Heeres“ umbenannt. Er war neben dem Heerespersonalamt einer der beiden Teile des Oberkommandos des Heeres (OKH). Mitte der 1930er Jahre wurde auch die militärgeschichtliche Forschung dem OKH zugeordnet, sodass zahlreiche Funktionen und auch Personal des Generalstabs aus dem Ersten Weltkrieg dort vereint waren.
Chef des Generalstabs des Heeres wurde am 1. Juli 1935 Generalleutnant Ludwig Beck, der schon seit dem 1. Oktober 1933 das Truppenamt im Reichswehrministerium leitete.
Chef des Generalstabs der Luftwaffe wurde am 1. März 1935 Generalmajor Walther Wever, der ebenfalls schon vorher, seit dem 1. September 1933, Chef des Luftwaffen-Kommando-Amts im Reichsluftfahrtministerium und damit Chef des getarnten Generalstabs der Luftwaffe war.
Zur gleichen Zeit wurde die Marineleitung in Oberkommando der Marine umbenannt, der bisherige Chef der Marineleitung, Admiral Erich Raeder, wurde Oberbefehlshaber der Marine (Ob.d.M.), die fortan als Kriegsmarine bezeichnet wurde. Die Marine kannte keinen Admiralstab, sondern nur die Seekriegsleitung, die 1938 eingeführt wurde. Der Inhaber dieser Kommandostelle hieß zunächst „Chef des Stabes der Seekriegsleitung“, ab Mai 1944 „Chef der Seekriegsleitung“.
Im Zuge der Blomberg-Fritsch-Krise im Februar 1938 erlangte Hitler den unmittelbaren Oberbefehl über die Wehrmacht und schuf sich zugleich einen eigenen militärischen Stab – das Oberkommando der Wehrmacht (OKW) mit General Wilhelm Keitel als Chef des Oberkommandos der Wehrmacht an der Spitze. Seitdem fungierten besondere Stäbe im OKW sowie in den Oberkommandos der Wehrmachtteile (Generalstab der Luftwaffe und Admiralstab) als Generalstab.
Die eigentliche Stabsarbeit wurde dabei vom Wehrmachtführungsamt (WFA) im Oberkommando der Wehrmacht mit seinen verschiedenen Abteilungen geleistet. Das WFA (1940 umbenannt in Wehrmachtführungsstab (WFSt)) wurde, mit kurzer Unterbrechung 1939, bis zum Kriegsende von Alfred Jodl als Chef des Wehrmachtführungsstabes im Oberkommando der Wehrmacht geführt.
Die Struktur und die Aufgabenverteilung des Generalstabs im Kriegsfall wurden in der geheimen Vorschrift „H.Dv.g 92 – Handbuch für den Generalstabsdienst im Kriege – 1.8.1939“ geplant und festgelegt.
Trotz des Namens waren weder das OKW noch der Wehrmachtführungsstab der oberste militärische Stab für die gesamte Wehrmacht. Der jeweilige Hauptkriegsschauplatz, also ab 1941 die Führung des Krieges gegen die Sowjetunion, lag in den Händen des Oberkommandos des Heeres, lediglich die übrigen Kriegsschauplätze lagen in der Zuständigkeit des Wehrmachtführungsstabes.

##### Generalstabschefs des Heeres
- General der Artillerie Ludwig Beck – 1. Oktober 1933 bis 31. Oktober 1938
- Generaloberst Franz Halder – 31. Oktober 1938 bis 24. September 1942
- Generaloberst Kurt Zeitzler – 24. September 1942 bis 10. Juli 1944
- Generalleutnant Adolf Heusinger – 10. bis 20. Juli 1944 (mit der stellvertretenden Wahrnehmung der Geschäfte beauftragt)
- Generaloberst Heinz Guderian – 21. Juli 1944 bis 28. März 1945 (mit der Wahrnehmung der Geschäfte beauftragt)
- General der Infanterie Hans Krebs – 29. März bis 1. Mai 1945 (mit der Wahrnehmung der Geschäfte beauftragt)
- Generalfeldmarschall Wilhelm Keitel – 1. bis 13. Mai 1945 (mit der Wahrnehmung der Geschäfte beauftragt)
- Generaloberst Alfred Jodl – 13. bis 23. Mai 1945 (mit der Wahrnehmung der Geschäfte beauftragt)

##### Generalstabschefs der Luftwaffe
- Generalleutnant Walther Wever – 1. März 1935 bis 3. Juni 1936
- Generalleutnant Albert Kesselring – 3. Juni 1936 bis 31. Mai 1937
- General der Flieger Hans-Jürgen Stumpff – 1. Juni 1937 bis 31. Januar 1939
- Generaloberst Hans Jeschonnek – 1. Februar 1939 bis 19. August 1943
- General der Flieger Günther Korten – 4. September 1943 bis 22. Juli 1944
- General der Flieger Werner Kreipe – 2. August bis 28. Oktober 1944 (mit der Wahrnehmung der Geschäfte beauftragt)
- General der Flieger Karl Koller – 1. November 1944 bis 8. Mai 1945
- Generaloberst Hans-Jürgen Stumpff – 8. bis 23. Mai 1945 (mit der Wahrnehmung der Geschäfte beauftragt)

##### Chefs des Stabes der Seekriegsleitung (ab 1944 Chef der Seekriegsleitung)
- Admiral Otto Schniewind – 31. Oktober 1938 bis 12. Juni 1941
- Admiral Kurt Fricke – 13. Juni 1941 bis 21. Februar 1943
- Admiral Wilhelm Meisel – 21. Februar 1943 bis 22. Juli 1945

### Bundesrepublik Deutschland
Nach 1945 war durch das Potsdamer Abkommen eine eigenständige deutsche Armee und der Generalstab verboten. Bei der Wiederbewaffnung wurde der Begriff Generalstab in der Bundeswehr nicht mehr verwendet. Gleichwohl existieren die oben genannten Aufgaben eines Generalstabs auch in der Bundeswehr. Ihre oberste Führungsbehörde war bis 2012 der Führungsstab der Streitkräfte (Fü S) im Bundesministerium der Verteidigung (BMVg). An der Spitze des Fü S stand der Generalinspekteur der Bundeswehr als höchster Soldat der Bundeswehr.
In der Zeit bis 1990 hatte die Bundesrepublik Deutschland die operative Führung des Feldheeres der NATO übertragen. Höchste nationale Führungsebene war das Korps. Auslandseinsätze der Bundeswehr, die nicht unter der Führung der NATO oder einer anderen internationalen Organisation stehen, werden durch das Einsatzführungskommando geführt.

#### Generalstabsoffiziere (i. G.)
In der Bundeswehr wurden ab 1957 die Offiziere, die für Verwendungen als Offizier im Generalstabsdienst oder als Admiralstabsoffiziere vorgesehenen waren, nach Teilstreitkräften getrennt in einem zweijährigen Lehrgang an der Führungsakademie der Bundeswehr (FüAkBw) in Hamburg ausgebildet. Seit 2004 werden die Offiziere unabhängig vom Uniformträgerbereich in einem gemeinsamen Lehrgang ausgebildet, dem Nationalen Lehrgang Generalstabs-/Admiralstabsdienst (LGAN).
Bestimmte Dienstposten sind als Generalstabsdienstposten gekennzeichnet. In militärischen Stäben – im Heer von der Brigadeebene an aufwärts – unterstützen Generalstabsoffiziere den Truppenführer als Führergehilfen. Sie dienen außerdem in vielen anderen leitenden Positionen des BMVg, an Akademien und Schulen oder als Militärattachés. Offiziere des Heeres und der Luftwaffe, die auf Generalstabsdienstposten dienen, führen bei ihrem Dienstgrad den Zusatz „i. G.“ mit der Bedeutung „im Generalstabsdienst“ (bis 1945 bedeutete i. G. „im Generalstab“) und sind durch äußerliche Zeichen an der Uniform (karmesinrote Kragenspiegel, karmesinrote Unterlegung der Schulterklappe) kenntlich. Die meisten von ihnen – aber nicht alle – haben an der Generalstabsausbildung an der Führungsakademie der Bundeswehr teilgenommen. Die Marine kennt weder Dienstgradzusätze noch Kennzeichnungen von Admiralstabsoffizieren. 
In allen Teilstreitkräften und Uniformträgerbereichen ist die Auswahl und Absolvierung der Generalstabsausbildung bestimmend für den weiteren Verwendungsaufbau. Nahezu alle Generale und Admirale haben diese Ausbildung durchlaufen.

### Deutsche Demokratische Republik
Die Nationale Volksarmee (NVA) der DDR verfügte im Gegensatz zu allen anderen Warschauer-Pakt-Armeen während ihrer gesamten Existenz über keinen Generalstab und es gab weder einen Generalstabsdienst noch eine eigenständige Generalstabsausbildung. Stattdessen begnügte man sich mit einem Hauptstab. Spätere Bemühungen den Hauptstab in Generalstab umzubenennen scheiterten am Veto der Sowjetunion.

## Österreich
Der Chef des Generalstabes in Österreich ist der oberste Berater des Bundesministers für Landesverteidigung in allen militärischen Angelegenheiten und repräsentiert die militärische Führung des Bundesheeres im In- und Ausland. Er ist beratendes Mitglied des Nationalen Sicherheitsrates und Vorsitzender des Arbeitsausschusses „M“ im Rahmen der Umfassenden Landesverteidigung und militärischer Berater der Bundesheer-Beschwerdekommission sowie Repräsentant des Bundesheeres im EU-Militärausschuss, im Koordinierungsausschuss der Euro-Atlantischen Partnerschaft sowie in einschlägigen multinationalen Gremien.
Ihm obliegt die Dienst- und Fachaufsicht über die Streitkräfte und die Nachrichtendienste sowie die Akademien, die Waffen- und Fachschulen, die Militärmission, die Militärberatungen und die Büros der Verteidigungsattachés. Der Chef des Generalstabes bedient sich dabei seines Generalstabes. Bis 2002 war die Bezeichnung dieses Postens Generaltruppeninspektor.
Im österreichischen Bundesheer führen die Offiziere mit Generalstabsausbildung den Zusatz „dG“ (des Generalstabsdienstes, z. B. MjrdG). Alle Truppenoffiziere werden frühestens fünf Jahre nach der Ausmusterung zum Leutnant einem mehrstufigen Auswahlverfahren unterzogen. Der Generalstabslehrgang dauert sechs Semester. Eine Generalstabsausbildung für Milizoffiziere ist nicht vorgesehen.
Siehe auch
- zu Österreich-Ungarn: k.u.k. Stabswesen

## Schweiz
Der Generalstab war unter verschiedenen Namen bis zur Armeereform XXI die für die Planung und oberste Leitung verantwortliche Organisationseinheit der Schweizer Armee und stand unter der Führung des Generalstabschefs im Range eines Korpskommandanten. Auch nach der Armeereform besteht das Korps der Generalstabsoffiziere, die in der Generalstabsschule zu Führungsgehilfen der höheren Führung ausgebildet werden.

## Weitere Länder

### Vereinigte Staaten
In den Vereinigten Staaten beraten die Joint Chiefs of Staff (kurz JCS, deutsch etwa Vereinigte Stabschefs oder auch Vereinigter Generalstab) den Präsidenten, den Verteidigungsminister und die Vorsitzenden des United States Homeland Security Council und des United States National Security Council in militärischen Fragen. Der Vorsitzende diese Gremiums, der Chairman of the Joint Chiefs of Staff (CJCS), wird am 1. Oktober der ungeraden Jahre vom Präsidenten mit Zustimmung des Senats ernannt. Darüber hinaus hat jede der vier Teilstreitkräfte einen Generalstab, deren Chefs, Commandant of the Marine Corps, Chief of Naval Operations, Chief of Staff of the Army und Chief of Staff of the Air Force, Mitglieder der Joint Chiefs of Staff sind.
Der erste CJCS war der General of the Army Omar N. Bradley 1949. Nach der 1986 durch den Goldwater-Nichols Act durchgeführten Reorganisation der militärischen Kommandokette haben die Joint Chiefs of Staff keinerlei operative Befehlsgewalt über die US-Streitkräfte mehr, vielmehr ist ihre Aufgabe, dafür zu sorgen, dass die Bereitschaft jedes Teilbereiches der Streitkräfte sichergestellt ist. Die operative Befehlskette läuft vom US-Präsidenten über den US-Verteidigungsminister bis zu den einzelnen Kommandeuren der Unified Combatant Commands.

### Israel
Die israelischen Streitkräfte (Tzahal) haben einen Generalstab (hebr. מטה הכללי), der vom ranghöchsten Offizier (hebr.: ראש המטה הכללי) geführt wird, zurzeit (2016) ist dies Rav Aluf (Generalleutnant) Gadi Eizenkot.

### Japan
Japan hatte mehrere Generalstäbe, die 1945 von der US-Besatzung aufgelöst wurden. Der Sambō Hombu des Heeres wurde 1878 nach preußischem Vorbild geschaffen. 1884 folgte der Gunreibu für die Marine. Zur Koordinierung beider wurde 1893 das Daihon’ei gegründet, das auch als Kaiserlicher Generalstab bezeichnet wird.
Für die 1954 gegründeten Selbstverteidigungsstreitkräfte wurden die Heeres-Stabsabteilung (陸上幕僚監部, Rikujō Bakuryō Kambu, engl. Ground Staff Office), die Marine-Stabsabteilung (海上幕僚監部, Kaijō Bakuryō Kambu, engl. Maritime Staff Office) und die Luftwaffen-Stabsabteilung (航空幕僚監部, Kōkū Bakuryō Kambu, engl. Air Staff Office), sowie die koordinierende Gemeinsame Stabsabteilung (統合幕僚監部, Tōgō Bakuryō Kambu, engl. Joint Staff Office) im Verteidigungsministerium eingerichtet.

### Vereinigtes Königreich
Das Vereinigte Königreich hat einen Vereinigten Generalstab (Chiefs of Staff Committee), der sich vor allem aus den Stabschefs der Teilstreitkräfte zusammensetzt und von einem gemeinsamen Vorsitzenden (dem Chief of the Defence Staff) geleitet wird. Erster Inhaber dieser erst 1965 geschaffenen Position war Großadmiral Louis Mountbatten, 1. Earl Mountbatten of Burma, derzeit ist es General Sir Nick Houghton. Darüber hinaus hat jede der Teilstreitkräfte einen eigenen Generalstab. Der Stabschef der Royal Navy wird als Erster Seelord bezeichnet, der Stabschef der British Army als Chief of the General Staff und der Stabschef der Royal Air Force als Chief of the Air Staff. Vor 1965 wurden die Aufgaben des Generalstabschefs der gesamten britischen Streitkräfte vom jeweiligen Stabschef der British Army wahrgenommen, der 1904–1909 als Chief of the General Staff und danach bis 1964 als Chief of the Imperial General Staff bezeichnet wurde. Seit der Schaffung des Vereinigten Generalstabs im Jahr 1965 lautet der Titel des Stabschefs des Heeres wieder Chief of the General Staff.

### Russland/Sowjetunion
In der Sowjetunion bestand seit 1918 ein Gesamtrussischer Hauptstab (seit 1921 als Stab und seit 1935 als Generalstab der Roten Arbeiter- und Bauernarmee bezeichnet). Nach einigen weiteren Namensänderungen hieß er ab 1955 bis zum Ende der Sowjetunion Generalstab der Streitkräfte der UdSSR. Die Russischen Streitkräfte führten ihn nach 1991 weiter.
Das Hauptquartier des Kommandos des Obersten Befehlshabers (Russisch: Ставка Верховного Главнокомандующего, Transkription: Stawka Werchownowo Glawnokomandujuschtschewo, kurz Stawka) war bereits im russischen Kaiserreich eine Einrichtung, die einem Generalstab ähnlich ist. Sie unterstand direkt dem Zaren und wurde 1914 eingerichtet. In der Sowjetunion wurde die Stawka 1918 aufgelöst und nach dem deutschen Überfall auf die Sowjetunion 1941 parallel zum Generalstab geführt.